# Kamosis
Kamosis est un prénom masculin égyptien dans l'Antiquité, parfois écrit Kamosé comme pour le nom de naissance (ou Sa-Rê) du pharaon Ouadjkhéperrê (nom de roi Nesout-bity), successeur de Séqénenrê Taâ et dernier souverain de la XVIIe dynastie.